# Vingt ans déjà !
Pour les articles homonymes, voir Vingt ans (homonymie).
Vingt ans déjà David ! est une présentation spéciale diffusée dans le cadre de l'émission Les Beaux Dimanches le 24 décembre 1972 de 19 h 30 à 22 h 30 à la Télévision de Radio-Canada.
Les différentes parties du programme de cette émission spéciale visaient à souligner les différents aspects de la télévision d'État de 1952 à 1972.

## Programme
1. Les nouvelles: Présentation: Henri Bergeron. Participants: 20 annonceurs de Radio-Canada
2. L'Hymne à la joie: Chef d'orchestre: Michel Brouillette. Chorégraphe: Michel Conte. Participation de 36 danseurs des compagnies des Grands Ballets canadiens, de la Place Royale et du Groupe de la Nouvel' Aire.
3. Pépinot et Capucine: En vedette: Charlotte Boisjoli et Paule Bayard.
4. Le Club d'un soir: Animateur: Jean Rafa. Invitée: Guylaine Guy.
5. Téléthéâtre: Présentation: Jean-Louis Roux. "Existence ou néant", extrait de Hamlet de Shakespeare.
6. La Soirée du hockey: Animateur: René Lecavalier. Le 325e but de Maurice Richard. Ballet mettant en scène douze danseurs. En vedette: Pierre Létourneau dans la chanson "Maurice Richard".
7. Les variétés: En vedette: Lucille Dumont, Jacques Normand, Alys Robi, Dominique Michel, Normand Hudon, Pierre Thériault, Micheline Bardin, Jean Coutu, Paul Berval, Gilles Pellerin, Gratien Gélinas et de nombreuses personnalités du spectacle.
8. Les émissions pour enfants: Ballet mettant en scène 28 danseurs incarnant des personnages des productions pour enfants tels que Le Pirate Maboule, Grujot et Délicat, Sol et Gobelet, Picolo, La Souris verte, Picotine, etc. Présentation par le personnage de Grand-père Cailloux (de l'émission Le Grenier aux images) incarné par André Cailloux.
9. Les affaires publiques: En vedette: Claude Landré.
10. L'Heure du concert: Présentation: Jean Deslauriers "Bachianas Brasileiras no 5", de Villa-Lobos. En vedette: Claire Gagnier, soprano, huit violoncellistes et les danseurs étoiles Sonia Taverner et Laszlo Tamasik.
11. Les téléromans: Présentation: le Père Gédéon (Doris Lussier). Film d'animation créé par Frédéric Back rappelant les 47 téléromans.
12. Les débuts d'un artiste: Miss Radio-Télévision 1958, Béatrice Picard, présente Michel Louvain à ses débuts.
13. Le Club des autographes: En vedette: Pierre Paquette, Fernand Gignac et Margot Lefebvre. Leçons de danse.
14. Les variétés: En vedette: Michelle Tisseyre présente Muriel Millard, Jacques Normand et Pierre Roche, Monique Leyrac, Élaine Bédard présente Eva von Genscy, Yves Corbeil présente Jacques Boulanger; Jacques Boulanger présente Michèle Richard.
15. La Rétrovision: Monologue de Sol (Marc Favreau).
16. Les vedettes-enfants: Présentation: Martin Lajeunesse. En vedette: René Simard.
17. L'Hymne à la joie: Sur "L'Hymne à la joie" de Beethoven, montage des diverses étapes de la construction de la Maison de Radio-Canada.

## Sources bibliographiques et vidéographiques
- Ici Radio-Canada: horaire de la télévision, semaine du 23 au 29 décembre 1972, pages 1, 3, 4, 5, 13 et 16.

- Radio-Canada fête ses 20 ans de télé, Texte de Rudel-Tessier, Télé-Presse, supplément du journal La Presse, semaine du 23 au 30 décembre 1972, pages 1, 2, 9 et 13.

- Radio-Canada : Cinquante ans de grande télévision jeunesse, Imavision, 2007. Suppléments: séquence d'archives du disque numéro 2: Les Beaux Dimanches Vingt ans déjà!: présentation du ballet du numéro Les émissions pour enfant. L'émission fut enregistrée et présentée en couleur. Cependant, cette séquence d'archives est entièrement en noir et blanc. Il peut s'agir d'un kinéscope.